# محمدحسن مجتهد گروسی
محمدحسن مجتهد گروسی از سیاستمداران ایرانی بود، که در  دوره سوم و دوره چهارم بعنوان نماینده بیجار و گروس در مجلس شورای ملی حضور داشت.